# Чайхона № 1
Чайхона № 1 — сеть ресторанов, специализирующихся на среднеазиатской кухне.
По состоянию на май 2024 года сеть насчитывает 29 ресторанов и входит в состав холдинга «Рестораны Тимура Ланского», который включает в себя помимо «Чайхона № 1» сеть итальянских ресторанов «Mi Piace», авторское кафе «Zupperia», арт-кафе «Room Cafe», «Honest» «Kostёr Сити», а также открытые в партнёрстве с Александром Оганезовым сеть Remy Kitchen Bakery и Cutfish Bistro, а также в партнёрстве c Анатолием Казаковым рыбный ресторан «Чудо-Юдо», в сумме холдинг насчитывает 130 ресторанов и является одним из крупнейших в России ресторанным холдингом.

## История
Основателем и идейным вдохновителем бренда стал Тимур Ланский. Первый ресторан «Чайхона № 1» был открыт в 2000 году в поселке Жуковка на Рублево-Успенском шоссе. На этот момент Т. Ланский уже был продюсером и создателем клубных проектов: «Гагарин-Party», «Penthouse» (1994), «Аэроденс» (1995—1996), «Ангелы» (1998—1999). Он также является совладельцем сети итальянских ресторанов «Mi Piace» и имеет долевое участие в других известных ресторанных проектах. Позже он привлёк к сотрудничеству братьев Алексея и Дмитрия Васильчуков. С 2004 года к работе над проектом присоединились шеф-повар Шамсиддин Камалов и бренд-шеф Сергей Сущенко.
В 2010 году из-за различия в видении бизнеса и развития компании произошёл раздел сетевого бизнеса на две группы: «Чайхона Ланского» (холдинг носит название «Рестораны Тимура Ланского») и «Чайхона Васильчуков» (братья основали компанию «УК-Проджект»). Тогда четыре ресторана достались Ланскому, пять — Васильчукам. В следующие четыре года сеть ресторанов Тимура Ланского разрослась до 15 заведений (14 в Москве и одно в Сочи), а «УК-Проджект» — до 26 (25 в Москве и Подмосковье и одно в Санкт-Петербурге). В том же 2010 году были закрыты два ресторана: в саду «Эрмитаж» и в ЦПКиО им. Горького по инициативе администраций парков в связи с их реконструкцией.
В результате разделения права на использование бренда остались у Ланского, Логотип группы «Чайхона Ланского», кроме надписи «Чайхона № 1», содержит изображение чайника с подписью «Made by Timur Lansky».

## Собственники и руководство
Основателем среднеазиатской сети в Москве стал Тимур Ланский, который на момент открытия уже первого проекта являлся известным московским продюсером и создателем популярных клубных проектов: «Гагарин-Party», «Penthouse» (1994), «Аэроденс» (1995-96), «Ангелы» (1998-99). На данный момент Тимур Ланский также является председателем правления ресторанного холдина «Рестораны Тимура Ланского» в который входит более 40 проектов. Образование получил в Московском государственном институте культуры (специальность — «режиссёр театрализованных представлений и эстрады»), после чего работал на «Мосфильме», где занимался постановкой массовых сцен и созданием декораций.
Прежде чем открыть второй ресторан «Чайхона», Тимур Ланский открыл кафе «Юрта» на Рублевском шоссе. Оно пользовалось успехом среди москвичей, принадлежавших к элите столицы, но на открытие второго заведения финансовых средств не хватало. Тогда основатель и привлек к сотрудничеству знакомых бизнесменов — братьев Васильчуков.
Вплоть до 2010 года бренд был общим детищем этих трех предпринимателей. После раздела бизнеса бренд перешел в совместное пользование и принадлежит ООО "Сеть ресторанов «Чайхона № 1».
После того как бизнес был разделен, владельцы запустили рестораны азиатской кухни под другими брендами: Ланский открыл «Тамерлан», а Васильчуки — «ПанАзиат» и «Ploveberry».